# Retrato de Francisco Cervantes de Salazar (José de Bustos)
Retrato de Francisco Cervantes de Salazar es una obra del pintor José de Bustos.

## Francisco Cervantes de Salazar
Vivió de 1514 a 1575. Dio la primera cátedra, así como la primera oración en latín, en la Real y Pontificia Universidad de México (3 de junio de 1553). A él también se le encargó la primera crónica sobre la Nueva España. Realizó estudios de cánones en la universidad de Salamanca; en el Consejo de Indias fungió como secretario en lengua latina. Por influencia de su primo Alonso de Villaseca pudo venir a México (1551). Tuvo cargos de gran importancia: fue profesor de retórica de la Universidad Pontificia; logró ser rector después de haber recibido las Órdenes Sagradas. Redactó textos humanistas. Las más importantes son: Túmulo Imperial y, la ya mencionada, Crónica de la Nueva España

## Características de la obra
Cervantes de Salazar aparece en una posición que podría remembrar el retrato de Erasmo de Róterdam hecho por Alberto Durero o el de Hans Holbein el Joven. Su gesto calmado, la obra representada, las implicaciones de ésta nos invita a reflexionar sobre el fenómeno histórico que representó la conquista del continente americano. Cabe recordar la afirmación de Armando Pavón Romero: la manera en que el latín se fue permeando en el "murmullo" de la lengua prehispánica. Existe pues una relación significante con lo didáctico y lo político. La obra perteneció anteriormente a la colección del Colegio de Santa María de la Caridad